# Dampierre-sur-le-Doubs
Dampierre-sur-le-Doubs település Franciaországban, Doubs megyében. Lakosainak száma 452 fő (2022. január 1.). Dampierre-sur-le-Doubs Bavans és Étouvans községekkel határos.

## Népesség
A település népességének változása:
| Lakosok száma | 315  | 474  | 536  | 502  | 475  | 463  | 457  | 452  | 450  | 452  |
|               | 1968 | 1982 | 1990 | 2006 | 2013 | 2015 | 2017 | 2019 | 2020 | 2022 |